# Kōtarō Honda

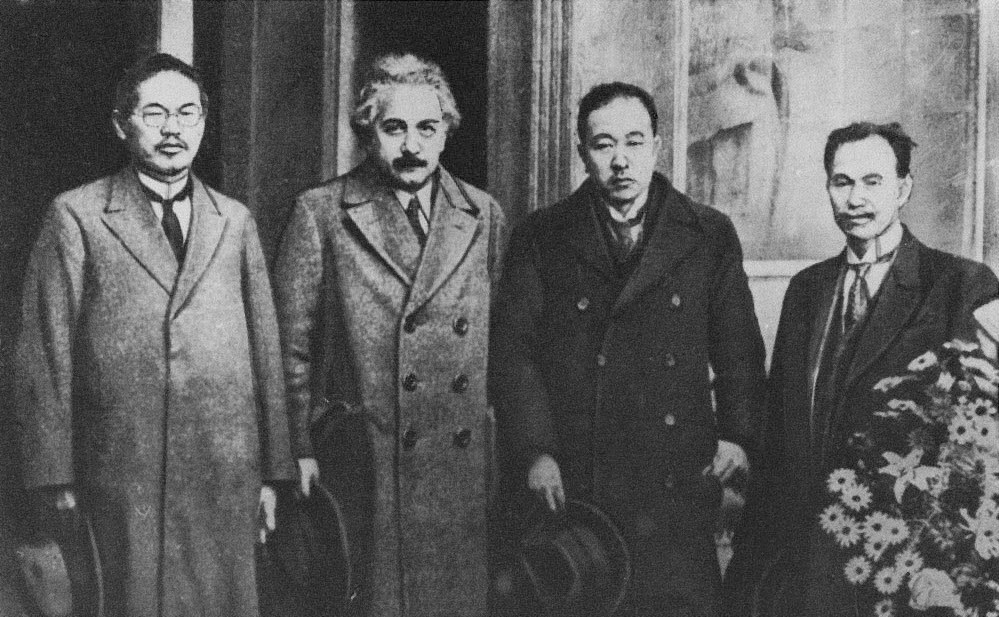
Kōtarō Honda, Albert Einstein, Keiichi Aichi et Sirota Kusukabe à l'occasion de la visite d'Einstein à l'université du Tōhoku en 1922.

Kōtarō Honda (本多 光太郎, Honda Kōtarō) (23 février 1870 - 12 février 1954) est un scientifique japonais qui inventa l'acier KS (en) (d'après les initiales de Kichiei Sumitomo), un type d'acier magnétique trois fois plus résistant que le tungstène. Il améliore plus tard son invention en créant l'acier NKS qui est mentionné par Taiichi Ōno dans son livre comme étant l'un des résultats du développement des matériaux au Japon depuis la fin de la Seconde Guerre mondiale. 

## Biographie
Kōtarō Honda étudie auprès du physicien japonais Hantarō Nagaoka à l'université impériale de Tokyo et reçoit l'ordre de la Culture et le grand ruban Asahi de première classe. Il est l'une des premières personnes à recevoir l'ordre de la Culture, établi en 1937, l'ayant reçu en 1951. Il reçoit à titre posthume le Grand cordon de l'ordre du Soleil levant. Il participe à la création de l'université de technologie de Chiba en 1940. Il est directeur de l'Institute for Materials Research de la Tohoku University de 1919 à 1935 et de 1944 à 1947.
Il reçoit la médaille Elliott Cresson de l'institut Franklin en 1931 et est nommé pour le Prix Nobel de physique en 1932. Il est listé comme l'un des « Dix grands inventeurs japonais » en 1985 par l'office des brevets du Japon.

## Livre écrit
- Propriétés magnétiques de la matière / Kōtarō Honda (1928)